# Wszyscy moi bliscy
Wszyscy moi bliscy – polsko-czesko-słowacki dramat wojenny z 1999 roku.

## Fabuła
Praga, rok 1938. Do miasta zbliża się pociąg ze światowej sławy skrzypkiem Samuelem Silbersteinem. Na peronie żegna się z poznanym Anglikiem – Nicolasem Wintonem, wita zaś ze swoim bratem – lekarzem-internistą Jakubem Silbersteinem i jego synem, małym Dawidem. Spędzają ze sobą bardzo wiele miłych chwil. Ale w 1939 roku Niemcy wkraczają do Czechosłowacji i sytuacja rodziny się pogarsza. Samuel dostaje informację, że wypytuje o niego pewien Anglik. Okazuje się, że to Winton. Organizuje transport czeskich dzieci do Anglii. Dzieci trafią do angielskich rodzin, które zaadoptują je na podstawie wcześniej wysłanych fotografii.

## Główne role
- Rupert Graves – Nicholas Winton
- Josef Abrhám – Jakub Silberstein
- Jiří Bartoška – Samuel
- Libuše Šafránková – Irma
- Hanna Dunowska – Eva Marie
- Krzysztof Kolberger – Leo
- Tereza Brodská – Hedvika
- Krzysztof Kowalewski – Rous
- Marián Labuda – Helmut Spitzer
- Agnieszka Wagner – Anna
- Jiří Pecha – Amavite Puel
- Grażyna Wolszczak – Angelika
- Ondřej Vetchý – Max
- Braňo Holíček – David
- Lucia Cúlková – Sosa
- Andrzej Deskur – Robert
- Jiří Lábus – Marcel
- Jiří Menzel – Stein
- Ladislav Chudík – Stary Silberstein
- Bohumil Klepl – Dr Kuhn
- Michaela Kuklová – Freimanová
- František Němec – Kolman
- Oldřich Navrátil – Klein
- Zdeněk Dušek – Vopička